# 邱占萱
邱占萱，中国重庆人，曾任北京大学马克思主义学会会长。在2018年遭當局拘捕，2019年4月失联，不久后获释。

## 经历
高中就读于位于重庆的西南大学附属中学，曾获第29届中国化学奥林匹克决赛金牌，是2015年重庆市唯一进入化学竞赛国家集训队的高中生。2016年保送北京大学化学与分子工程学院，2017年转入社会学系学习。
邱占萱曾担任北大学生社团北京大学马克思主义学会会长（有报道说，该社团参与了佳士事件）。2018年9月末，邱占萱争取注册北京大学马克思主义学会时遇阻，在校团委不愿继续担任学会指导单位后，他在北大马会的微信公众号发表《紧急求助！北京大学马克思主义学会公开寻求指导老师》以求学会存续。2018年12月26日，邱在前往纪念毛泽东诞辰125周年活动的路上于北京大学东门前被警方带走。 12月27日获释，被北京海淀公安处以“警告”的行政处罚。 同日，北京大学学生课外活动指导中心宣布邱占萱“严重失职”，且因“受到公安机关治安管理处罚”而不再具有担任社团负责人的资格，改组马会，由硕士研究生马宁任会长。邱占萱被帶走盤問後數天，邱在北京大學校園內拍攝影片，稱在燕園派出所內受到警察非人虐待和人格侮辱，包括狂扇耳光、脱光衣服搜查以及被固定在凳子上收听习近平2017年长达3小时的十九大报告，“还想强迫我写一份保证书，自愿放弃一切受教育的机会”。
2019年4月28日，邱占萱前往北京亦莊地區打工，體驗勞動，29日早上8時許夜班下班後失聯，社會活動家胡佳猜測邱占萱可能是被國保人員帶走拘禁。之後長期居家軟禁，2021年9月，邱占萱返回北京大學繼續學業，其微信賬號恢復使用。
邱占萱目前在学而思网校讲授化学奥林匹克竞赛课程，并於2024年結婚。